# Reinhard Grindel
Reinhard Dieter Grindel, né le 19 septembre 1961 à Hambourg en Allemagne, est un journaliste et politicien allemand (CDU). Il fut président de la Fédération allemande de football entre le 15 avril 2016 et le 2 avril 2019. Il a également été député du Bundestag de 2002 à 2016.

## Biographie

### Premières années
Grindel jouait lors de sa jeunesse au football, d'abord comme milieu du terrain puis comme gardien dans le club de SC Victoria Hambourg, mais devant porter des lunettes et ne supportant pas les lentilles de contact il arrêta le football. Après son baccalauréat il fit des études de droit, après ses études il débuta dans le journalisme politique à Radio Schleswig-Holstein à Kiel puis à Bonn, il travaille ensuite pour Sat.1 puis la chaine nationale ZDF, d'abord à Bonn, puis Berlin en 1997 et Bruxelles de 1999 à 2002.

### Politique
Reinhard Grindel s'engagea en politique en 1977, chez les chrétiens démocrates de la CDU, de 2002 à 2016 il siégea au Bundestag, en juin 2016 lorsqu'il est élu président de la Fédération allemande de football il quitte son siège au parlement.

### Fonction dans le football
Grindel est membre du club Rotenburger SV, de 2011 à 2014 il était vice-président de la Fédération de football de Basse-Saxe. De 2013 à 2016 il était trésorier à la Fédération allemande de football, le 15 avril 2016 il est élu président de la plus haute instance du football allemand.
Il démissionne de ses fonctions le 2 avril 2019 avec effet immédiat après avoir accepté un cadeau luxueux de la part d'un collègue ukrainien, Grigory Surkis, vice-président de l'UEFA (une montre d'une valeur de 6.000 euros) et avoué qu'il n'en connaissait pas la valeur.

## Critiques
En 2013 après un discours au parlement, sur le droit à la nationalité allemande, il est critiqué pour ses propos (citation :Qui dit oui à l'Allemagne, qui veut vivre chez nous, je peux attendre qu'il réfute ses origines en demandant la nationalité allemande).
En 2014 lors d'un vote contre la corruption des fonctionnaires il est parmi les sept abstentionnistes sur 582 votes pour et 3 contre. 
Dans un article du Spiegel il est présenté comme quelqu'un qui derrière sa jovialité s'impose par la  force et des menaces, sa double fonction au sein de la DFB comme fonctionnaire et membre de la commission des sports est également critiquée. Il prend également position contre les migrants et leur intégration.
En juillet 2018, Mesut Özil après une Coupe du Monde ratée avec l'Équipe d'Allemagne de football, et victime de critiques à son encontre, met fin  à sa carrière internationale. Le joueur critique sévèrement Reinhard Grindel qui met en avant ses intérêts personnels et pour racisme.